# Castillo Ichijōdani
El castillo Ichijōdani (一乗谷城 Ichijōdani-jō?), también conocido bajo el nombre de ruinas históricas de la residencia del clan Asakura Ichijōdani (一乗谷朝倉氏遺跡 Ichijōdani Asakura-shi Iseki?) o simplemente residencia Asakura (朝倉館 Asakura yakata?), fue una fortificación japonesa construida en el siglo XV alrededor de la cual se levantaron los hogares de la familia Asakura. Se encuentra en Fukui, capital de la prefectura homónima. En la actualidad no se conservan los edificios principales de la fortaleza, pero sí se han mantenido puertas y restos de la antigua ciudad que rodeaba al castillo, así como jardines que han sido designados Lugar Especial de Belleza Escénica.

## Historia
En 1471, los Asakura había desplazado al clan Shiba como shugo de la provincia de Echizen. El mismo año, Asakura Toshikage fortificó Ichijōdani al levantar defensas en las cimas de las montañas circundantes y con la construcción de muros y puertas para sellar el extremo norte y sur del valle donde se ubica. En este, construyó una mansión fortificada, rodeada por las casas de sus parientes y criados, y eventualmente por las residencias de comerciantes, artesanos y templos budistas. Sirvió como refugio a personas de la élite cultural de Kioto, quienes intentaban escapar del conflicto de la guerra Ōnin. De esta manera, Ichijōdani se convirtió en un importante centro cultural, militar y de población: en la época de Asakura Takakage contaba con más de 10 000 habitantes. Yoshikage sucedió a su padre como jefe del clan y señor del castillo Ichijōdani en 1548.
Los Asakura mantuvieron buenas relaciones con el shogunato Ashikaga y, por lo tanto, entraron en conflicto con Oda Nobunaga. Después de que este capturara Kioto, el shōgun Ashikaga Yoshiaki nombró regente a Asakura Yoshikage y solicitó ayuda para expulsar a Nobunaga de la capital. Como resultado, Nobunaga mandó una invasión a la provincia de Echizen. Debido a la falta de habilidad militar de Yoshikage, las fuerzas atacantes tuvieron éxito en el asedio de Kanegasaki y la posterior batalla de Anegawa en 1570, lo que dejó a los dominios de los Asakura expuestos a conquista. Nobunaga arrasó Ichijōdani durante el asedio de 1573.

## Estado de conservación
La excavación de las ruinas comenzó en 1967, y continuó en 2017, lo que ha revelado la forma de toda la ciudad, incluida la casa del señor, las residencias de los samuráis, los templos, las casas de los mercaderes y artesanos y el trazado urbano. Desde entonces, se han restaurado residencias de samuráis y barrios de comerciantes a lo largo de la calle de 200 metros de largo. Cuatro jardines japoneses fueron desenterrados y parcialmente restaurados, y fueron designados como Lugares de Belleza Escénica en 1991. Las ruinas del castillo Ichijōdani (一乗谷城) están en la cima de una colina cercana, con una vista panorámica de Fukui. Aproximadamente 1 700 000 reliquias fueron encontradas en las ruinas, y de estas, 2343 están designadas a nivel nacional como Propiedades Culturales Importantes, muchas de las cuales se exhiben en el museo del emplazamiento de la familia Asakura Ichijōdani.

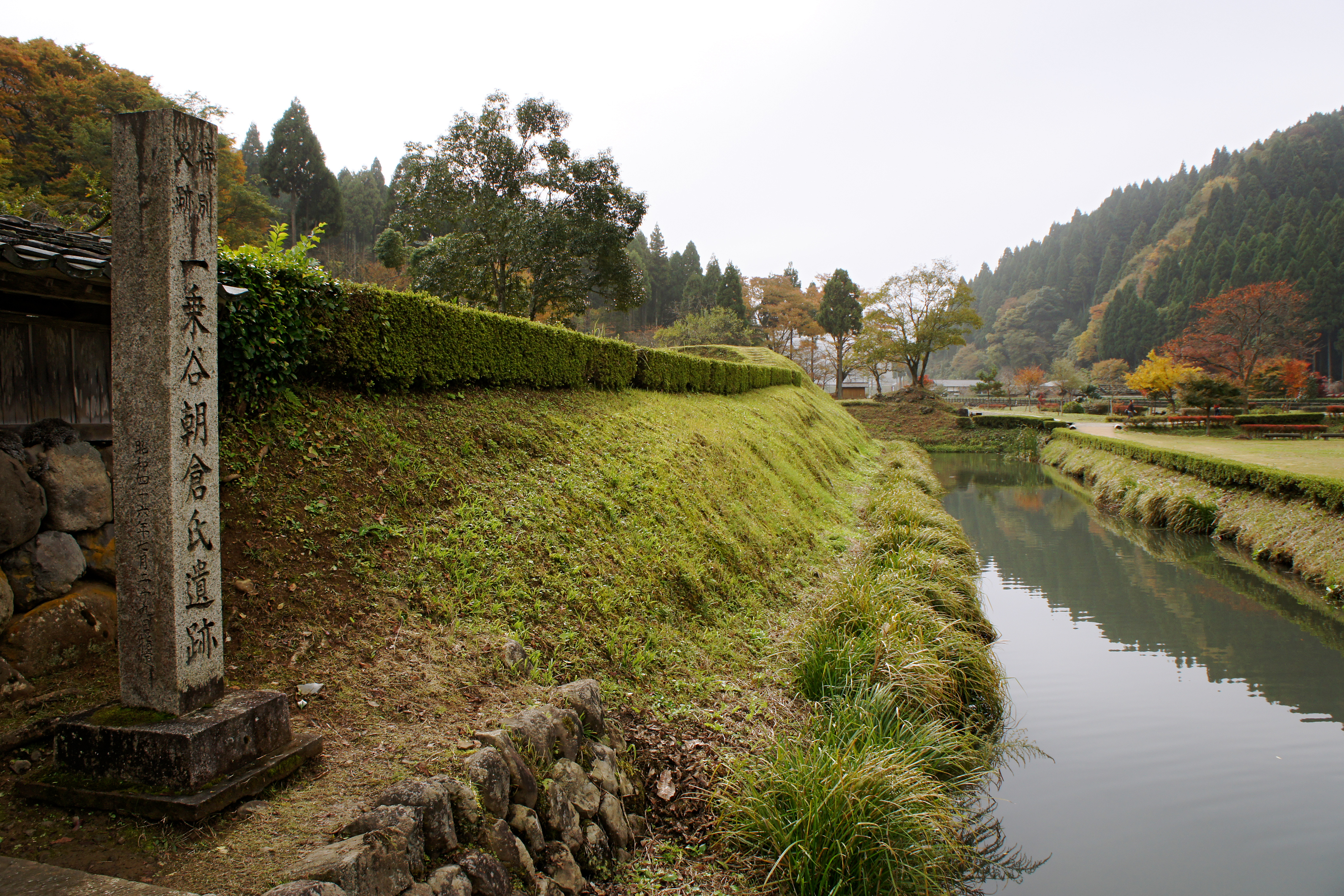
La residencia fortificada del líder Asakura estaba rodeada por un foso.
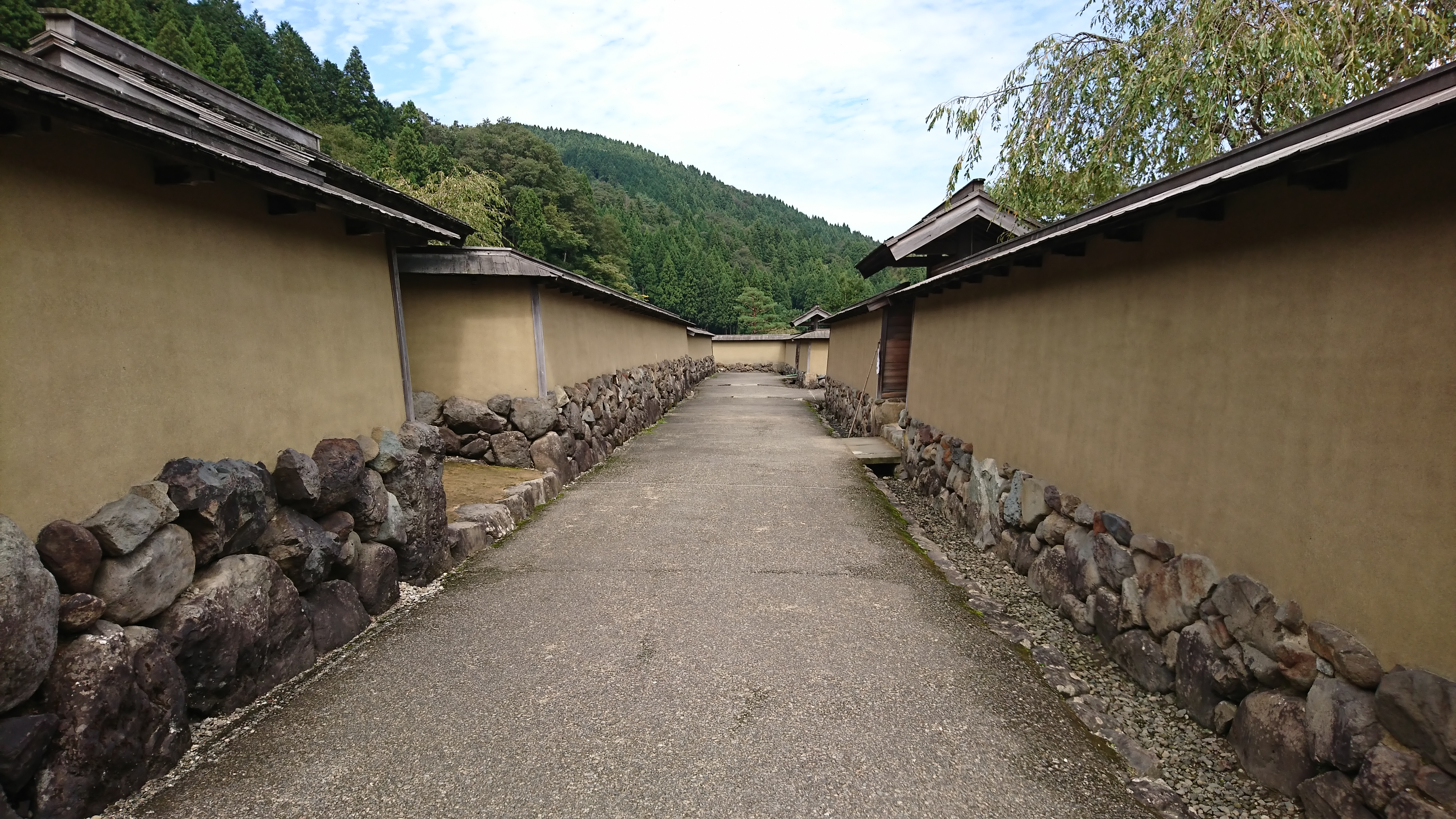
Una calle de la ciudad recreada.
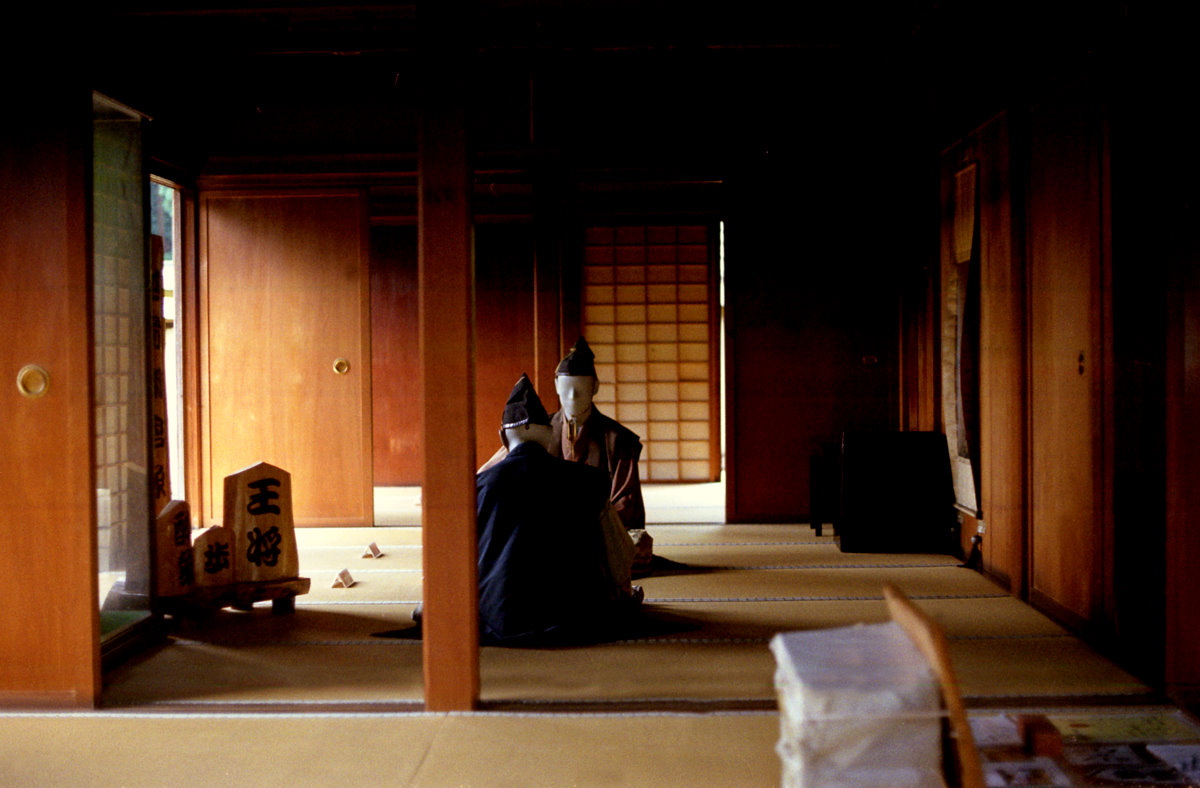
Interior de una casa reconstruida.
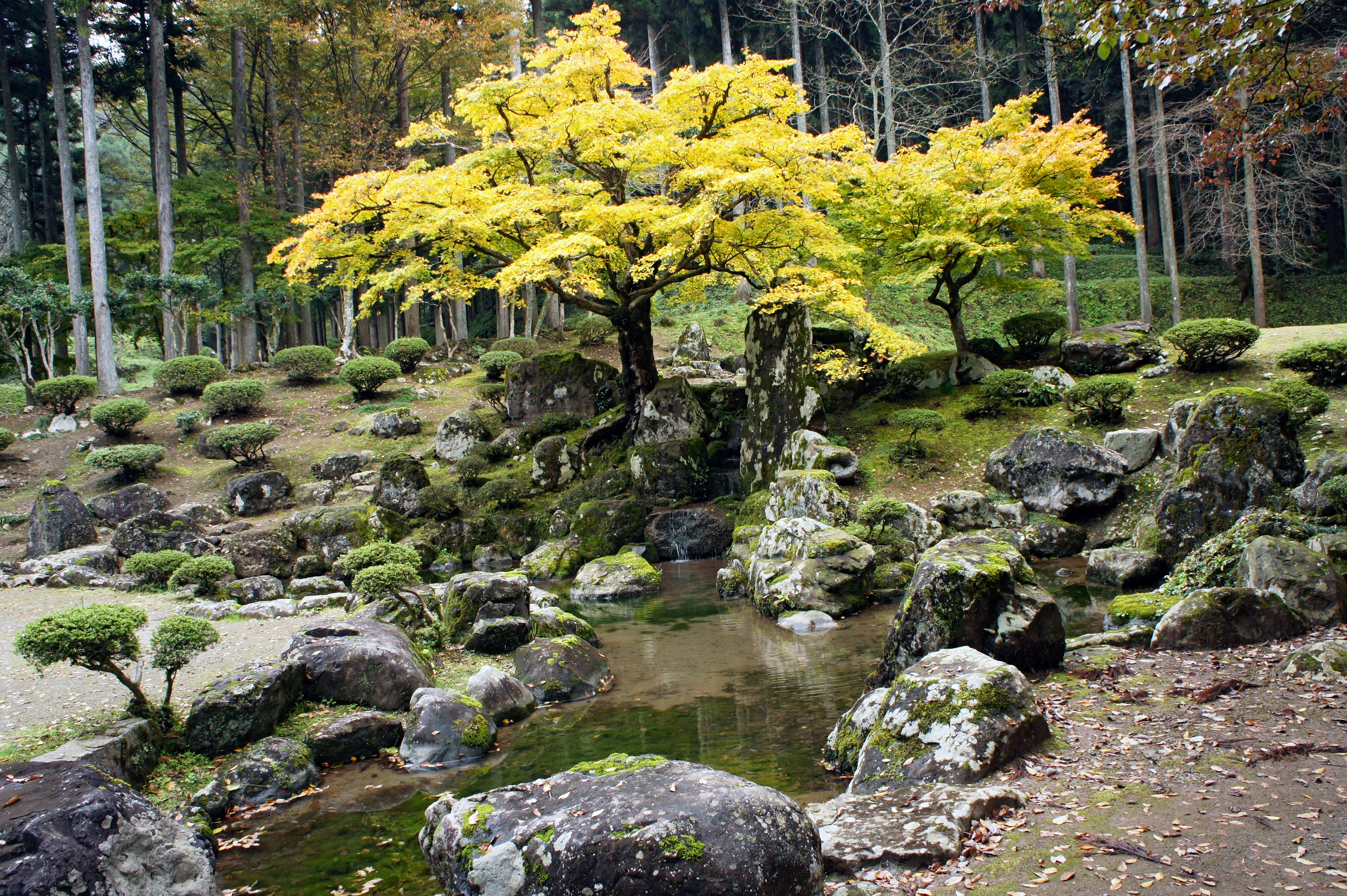
Jardín Suwa Yakata-ato.
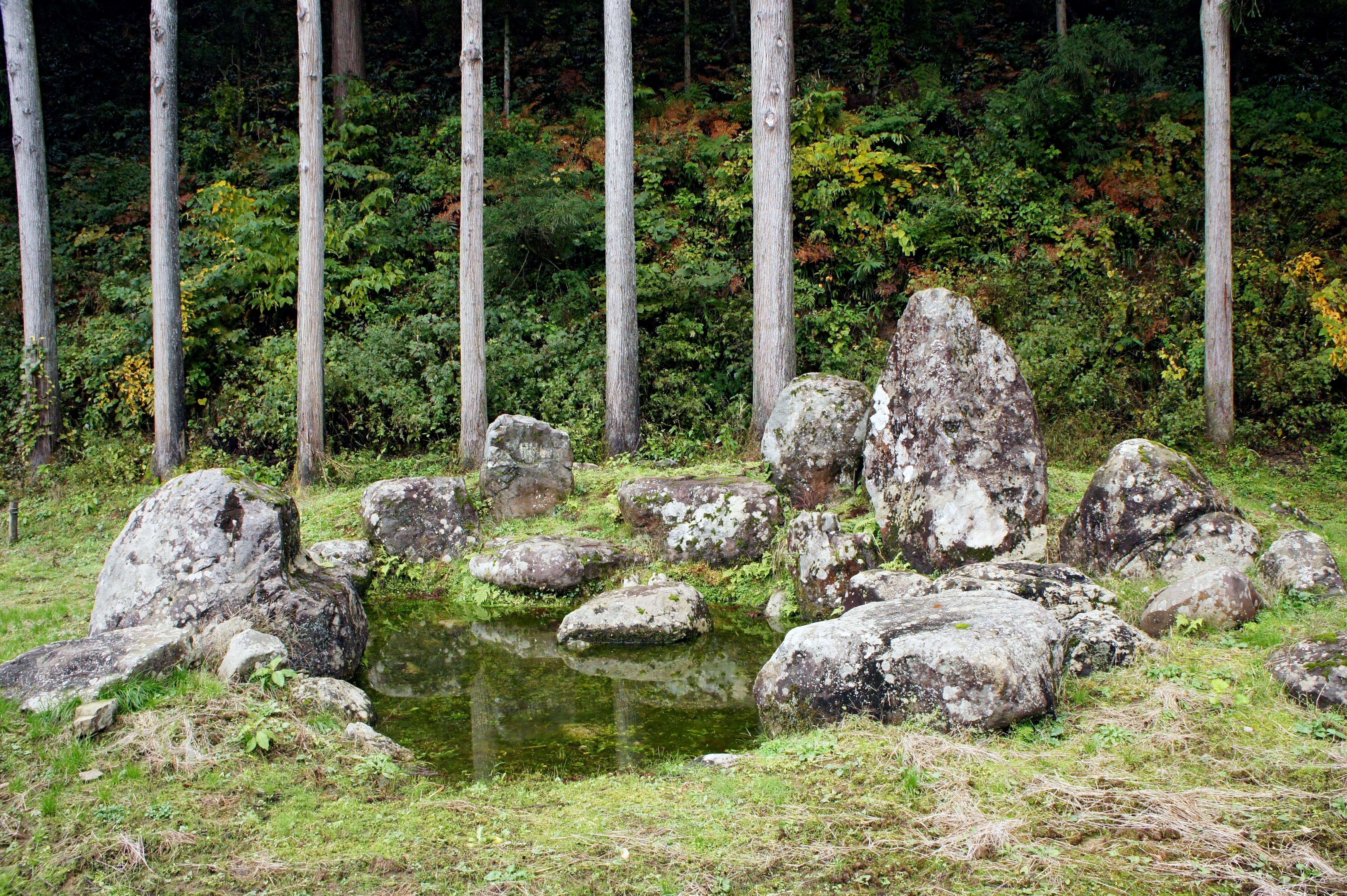
Jardín Nanyoji-ato.
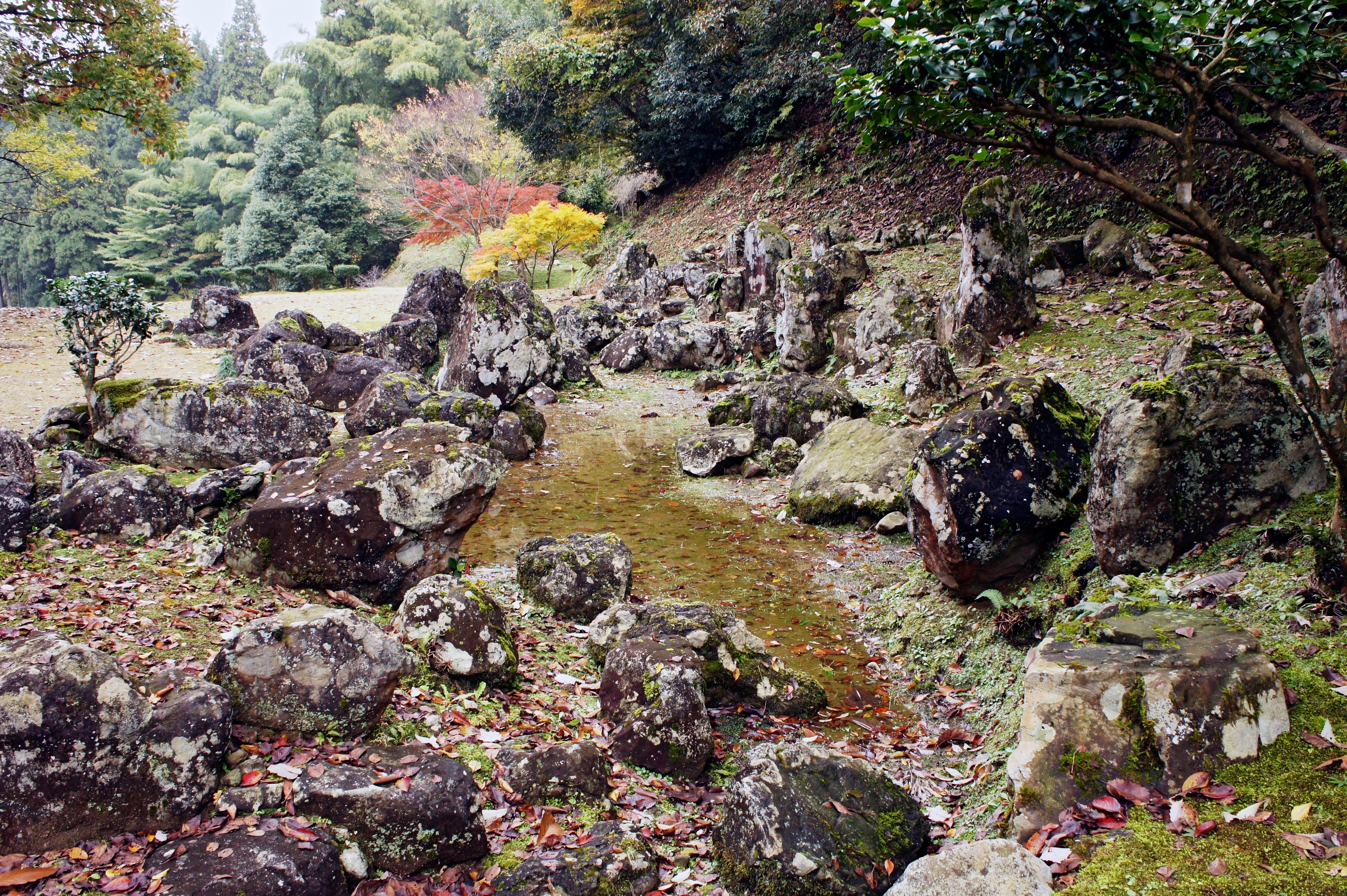
Jardín Yodono-ato.